# Josep (nom)
Josep és un nom propi masculí d'origen hebreu: יוֹסֵף Yosef (amb vocalització en hebreu tiberià i arameu: Yôsēp̄); actualment en hebreu és freqüent el diminutiu Yosi.
Josep és l'onzè fill de Jacob. El nom li vingué de les paraules de la mare en parir-lo: Renovi’m (Déu) la família (Yosef). Després el nom ha passat a totes les llengües i és un dels més estesos per tot el món.
L'onomàstica se celebra el 19 de març.

## Variants
Pep i Pepa són hipocorístics de Josep i Josepa que modernament han esdevingut prenoms. Una falsa etimologia popular molt estesa diu que la versió castellana d'aquest hipocorístic en la seva versió masculina (Pepe) prové de les inicials d'un presumpte malnom de Pater Putativus ("pare putatiu") atorgat a Josep de Natzaret com a espòs de la verge Maria. En realitat, "Pepe" es tracta d'una forma reduïda de Jusepe, antiga versió del nom en castellà, anàloga a les reduccions de tants altres hipocorístics en castellà i en altres llengües romàniques. El cas anàleg de l'italià (Peppe o Beppe, de Giuseppe, o fins i tot Beppo, de Gioseppo) confirma prou aquesta evidència. Un cas a part és el català, més dubtós (Pep podria derivar igualment de Josep o bé del Pepe castellà o italià).

### En altres llengües
- albanès: Josef.
- alemany: Josef, Joseph, amb diverses formes de diminutiu, principalment Jupp.
- alsacià: Sepp, sovint usat amb el diminutiu, Seppi a l'Alt Rin i Seppele al Baix Rin.
- armeni: Hovsep.
- àrab: يوسف (Yūsuf), dialectal Yusef, Youcef.
- àzeri: Yusif, Yusuf, Usub.
- búlgar: Yosif.
- castellà arcaic: Joseph, Josef (formes d'escriure'l fins a mitjan segle XIX).
- coreà: "요셉", "요섭" (el sobrenom escrit en ideogrames coreans).
- cors: Ghjaseppu.
- croata: Josip.
- esperanto: Jozefo.
- estonià: Joosep.
- finlandès: Jooseppi.
- francès: Joseph.
- escocès (gaèlic escocès): Seòsaidh.
- eslovè: Jožef, Jože.
- euskera o basc: Joseba, Josepe.
- gallec: Xosé.
- grec modern: Ιōσιφ / Yosiph.
- hongarès: József, Jóska.
- anglès: Joseph; la forma col·loquial molt difosa i fins i tot usada com a nom Joe pron. [you], el diminutiu és Joey.
- irlandès: Seosahm.
- italià: Giuseppe; augmentatiu Peppone, dialectal: Beppe, Beppo.
- letó: Jazeps.
- lituà: Juozapas.
- maltès: Ġużeppi; altres formes Żeppi, Ġużè, Peppi, Peppa.
- maori: Hohepa.
- neerlandès: Jozef.
- occità: Josèp.
- polonès: Józef.
- portuguès: José; el diminutiu molt sovint és Zé.
- romanès: Iosif.
- rus: Иосиф (Iosif), Iosip, Osip.
- sard: Zuseppe; el diminutivo és "Peppe", Peppa.
- serbi:Josif.
- turc: Yusuf.
- ucraïnès: Iósyp.

## Biografies

### Figures bíbliques
- Josep, fill de Jacob, patriarca de l'Antic Testament.
- Josep de Natzaret, pare putatiu de Jesús. Hi ha la llegenda que les sigles de Pater Putativus –Pare adoptiu– han fet que "Pepe" sigui la forma espanyola d'al·ludir col·loquialment el qui s'anomena Josep; tot i això, "Pepe" té origen, més probablement, en les formes originals llatina 'Joseph' o aramea 'Yosep'; d'aquí també que en sard o en català se’l conegui com a "Peppe" o "Pep", i en italià, Giuseppe.
- Josep d'Arimatea, savi jueu contemporani de Jesús que va recollir, segons la llegenda, la sant de Jesús en el Sant Greal.

### Autors
- Josep Pla
- Josep Maria Flotats

### Polítics
- Josep Coll i Alentorn
- Josep Lluís Carod-Rovira

### Mandataris religiosos
- Patriarca Josep I de Constantinoble, anomenat Galesiotes.
- Patriarca Josep II de Constantinoble.
- Patriarca apostòlic Josep d'Assíria.
- Bisbe Josep Studites de Tessalònica.

### Altres
- Josep d'Alexandria, ardiaca d'Alexandria del segle ix
- Josep d'Arimatea, predicador cristià
- Josep II de Constantinoble, bisbe d'Efes i patriarca de Constantinoble del segle xv.
- Josep Estudita,, Josep Confessor o Josep de Tessalònica, eclesiàstic romà d'Orient, arquebisbe de Tessalònica.
- Josep Goriònides o Josep Ben Gorion, sacerdot hebreu
- Josep Himnògraf o Josep de Sicília, eclesiàstic romà d'Orient del segle ix.
- Josep Cristià, funcionari i escriptor romà
- Josep de Modona, eclesiàstic grec del segle XV
- Flavi Josep, historiador jueu.
- Tenedi Josep, jurista romà d'Orient.
- Sant Josep de Natzaret, pare putatiu de Jesús de Natzaret
- Josep I del Sacre Imperi Romanogermànic (1678 - 1711)
- Josep I Bonaparte
- Pep Albanell, escriptor català
- Pep Bassas, pilot de ral·lis
- Pep Bou, actor de teatre i mim
- Pep Blay, escriptor i guionista de televisió
- Pep Coll, escriptor
- Pep Cruz, actor i director de teatre
- Pep Castellano Puchol, escriptor
- José Claramunt Torres, futbolista valencià
- Pep de l'Horta, líder camperol de l'Horta de València
- Pep Guardiola, exfutbolista i entrenador de futbol.
- Pep Gimeno "Botifarra", cantant valencià
- Pep Jai, sindicalista i polític
- Pep Laguarda, cantant valencià
- Pep Masó i Nogueras, alcalde d'Argentona
- Josep Munné i Suriñà, actor de cinema, teatre i televisió
- Pep Anton Muñoz, actor
- Pep Parés, actor, director de Pirena i d'Amnistia Internacional a Catalunya
- Pep Sala, compositor i cantant
- Pep Suasi, artista català
- Pep Subirós, narrador, assagista i filòsof
- Pep Solervicens i Bo, filòleg català
- Pep Torrents, actor català
- Pep Toni Rubio, músic mallorquí
- Pep Ventura, músic i compositor, reformador de la cobla